# جمعیت شناسی لرستان
لرستان به معنی سکونتگاه مردم لر یکی از استان‌های غربی ایران می‌باشد و از نظر جمعیت سیزدهمین کشور استان است. جمعیت استان لرستان در سال ۱۳۹۵معادل ۱٬۷۶۰٬۲۴۳ نفره بوده که با رشد چند درصدی در سال ۱۳۹۹ به۱٬۸۵۲٬۹۲۷ نفر رسید. ۵۰٫۷ درصد جمعیت استان مردان و ۴۹٫۳ درصد زنان هستند که از این تعداد ۶۴٫۴ درصد جمعیت شهری و ۳۵٫۶ درصد جمعیت روستایی لرستان را تشکیل می‌دهند. همچنین میزان باروری (سطح جانشینی) در لرستان به زیر ۲ درصد رسیده است، لرستان با تولد ۱۴٫۴ درصد به ازای هر یکهزار نفر رتبه ۱۳ موالید را در کشور دارد. رتبه لرستان در شاخص ازدواج جایگاه ۹ کشور می‌باشد و شاخص طلاق استان ۲٫۲ درصد به ازای هر یک هزار نفر جمعیت است.

## تاریخچه و نژاد
بنا به عقیده بسیاری از باستان شناسان، لرستان از چهل هزار سال پیش به وسیله اقوامی که به علت نداشتن خط، هویت آنها ناشناخته مانده، سکونت گاه بوده است. در این عهد، انسان پیش از تاریخ، در شکاف‌ها، غارها یا پناهگاه‌های سنگی زندگی کرده و از طریق شکار و جمع‌آوری دانه‌های وحشی امرار معاش می‌کرد. به‌طور کلی بازمانده‌های فرهنگی جوامع پیش از تاریخ لرستان، بیانگر آن است که این جوامع به تدریج مراحل تکامل فرهنگی از جمله دوره پارینه سنگی، میان سنگی، نوسنگی و شهرنشینی را پشت سر گذاشته است استان لرستان از نظر باستان‌شناسی یکی از مراکز مهم تاریخی است، زیرا از جمله معدود سرزمین‌هایی است که ساکنان آن برای اولین بار به اهلی کردن حیوانات و نباتات پرداخته، یا به عبارت دیگر زندگی ده نشینی و کشاورزی را که لازمه پیدایش تمدن است، آغاز کرده‌اند. بررسیهای زبان‌شناسی و فرهنگی، نشان دهنده پیوستگی قومی لرها با دیگر اقوام ایرانی به ویژه پارسی است. لر قدیمی‌ترین قبایل آریایی ایران زمین می‌باشند که از روزگاران کهن در نواحی غرب و جنوب غرب و در امتداد دامنه‌های زاگرس ساکن بوده و هستند.

## مردم‌شناسی
جمعیت استان را طایفه‌ها و تیره‌هایی از قوم ایرانی لر تشکیل می‌دهند. گویش مردم لرستان لری است. محدوده سرزمین‌های لرنشین محدود به استان لرستان نیست و در استان‌های چهارمحال و بختیاری، فارس، اصفهان، کهگیلویه و بویراحمد، بوشهر، خوزستان، همدان و ایلام نیز طایفه‌های گوناگون لر پراکنده‌اند.

## دین
لرها در دوران قبل از اسلام زرتشتی بودند، اما از زمان ساسانیان به بعد مردمی با مذاهب مختلف به سرزمین لرها آمدند مانند مسیحیان و یهودیانی که در زمان ساسانیان به دهکده کرخه وارد شدند. برخی از لرها مانند بختیاری‌ها با ورود مسیحیان به سرزمینشان به آیین آن‌ها گرویدند و مسیحی شدند. در دوره اسلامی لرها نیز مسلمان شدند. در قرن‌های ۶ و ۷ هجری قمری گروه‌های زیادی از لرها تحت تأثیر تعالیم اهل حق قرار گرفتند. مقبره‌هایی از مقدسان اهل حق در سرزمین لرستان وجود دارد که لرهای فراوانی از همه جای لرستان برای زیارت این امامزاده‌ها به آنجا می‌روند، مثلاً مقبره شاهزاده احمد در منطقه قلاوند را می‌توان به عنوان یکی از مقابر مقدس اهل حق نام برد. گرچه برخی هم شاهزاده احمد را از فرزندان امام موسی کاظم می‌دانند. امروزه مذهب لرها (اکثراً) شیعه دوازده امامی هستند.

## زبان
مینجایی:شهرستان‌های، خرم‌آباد، معمولان، بروجرد، کوهدشت، دورود، چگنی، رومشکان، پلدختر
لکی:شهرستان‌های، دلفان، سلسله، کوهدشت
بختیاری:شهرستان‌های، الیگودرز، ازنا، دورود

## فهرست شهرها
| ردیف | نام شهر    | شهرستان  | جمعیت (۱۳۸۵) | جمعیت (۱۳۹۰) | جمعیت (۱۳۹۵) | رتبه در شهرستان |
| ---- | ---------- | -------- | ------------ | ------------ | ------------ | --------------- |
| ۱    | خرم‌آباد    | خرم‌آباد  | ۳۲۸٬۵۴۴      | ۳۴۸٬۲۱۶      | ۳۷۳٬۴۱۶      | ۱               |
| ۲    | بروجرد     | بروجرد   | ۱۹۴٬۵۴۱      | ۲۰۶٬۶۵۴      | ۲۰۱۹۴۷       | ۱               |
| ۳    | دورود      | دورود    | ۱۰۰٬۵۲۸      | ۹۹٬۴۹۹       | ۱۱۲٬۶۳۸      | ۱               |
| ۴    | کوهدشت     | کوهدشت   | ۷۸٬۶۹۰       | ۹۰٬۹۶۷       | ۸۹٬۹۵۸       | ۱               |
| ۵    | الیگودرز   | الیگودرز | ۸۵٬۵۱۹       | ۸۷٬۹۲۷       | ۸۹٬۶۵۸       | ۱               |
| ۶    | نورآباد    | دلفان    | ۵۶٬۴۰۴       | ۶۱٬۱۶۴       | ۶۳٬۵۴۷       | ۱               |
| ۷    | ازنا       | ازنا     | ۳۷٬۶۴۵       | ۴۰٬۱۴۵       | ۴۷٬۴۸۹       | ۱               |
| ۸    | الشتر      | سلسله    | ۲۸٬۳۰۶       | ۳۰٬۲۵۷       | ۳۳٬۵۵۸       | ۱               |
| ۹    | پلدختر     | پلدختر   | ۲۲٬۵۸۸       | ۲۵٬۰۹۲       | ۲۶٬۳۵۲       | ۱               |
| ۱۰   | کونانی     | کوهدشت   | ۳٬۷۴۶        | ۸٬۲۴۲        | ۷٬۷۶۸        | ۲               |
| ۱۱   | معمولان    | پل‌دختر   | ۷٬۶۳۳        | ۷٬۵۰۲        | ۷٬۶۵۶        | ۲               |
| ۱۲   | چقابل      | رومشکان  | ۴٬۸۰۱        | ۵٬۱۷۶        | ۶٬۱۲۵        | ۱               |
| ۱۳   | اشترینان   | بروجرد   | ۵٬۲۶۴        | ۵٬۰۸۳        | ۴٬۲۴۰        | ۲               |
| ۱۴   | فیروزآباد  | سلسله    | ۲٬۸۵۷        | ۲٬۸۷۶        | ۲٬۹۳۹        | ۲               |
| ۱۵   | گراب       | کوهدشت   | ۳٬۲۷۰        | ۳٬۲۰۰        | ۲٬۹۲۵        | ۳               |
| ۱۶   | سپیددشت    | خرم‌آباد  | ۳٬۱۹۷        | ۲٬۵۴۵        | ۲٬۹۱۷        | ۲               |
| ۱۷   | زاغه       | خرم‌آباد  | ۲٬۸۳۹        | ۲٬۶۸۵        | ۲٬۷۷۶        | ۳               |
| ۱۸   | چالانچولان | دورود    | ۱٬۰۹۴        | ۱٬۴۷۸        | ۲٬۲۲۳        | ۲               |
| ۱۹   | درب گنبد   | کوهدشت   | ۲٬۱۱۹        | ۲٬۱۹۱        | ۲٬۱۳۱        | ۴               |
| ۲۰   | سراب دوره  | چگنی     | ۱۷۳۸         | ۱٬۹۸۸        | ۲٬۰۸۷        | ۱               |
| ۲۱   | مؤمن‌آباد   | ازنا     | ۱٬۲۳۰        | ۱٬۵۶۱        | ۱٬۸۲۱        | ۲               |
| ۲۲   | بیران‌شهر   | خرم‌آباد  | ۱٬۵۴۴        | ۱٬۴۰۹        | ۱٬۷۲۰        | ۴               |
| ۲۳   | ویسیان     | چگنی     | ۱٬۳۱۲        | ۱٬۵۱۵        | ۱٬۷۱۳        | ۲               |
| ۲۴   | شول‌آباد    | الیگودرز | -            | ۱٬۵۵۳        | ۱٬۵۳۱        | ۲               |
| ۲۵   | هفت چشمه   | دلفان    | ۱۵۴۴         | ۱۵۴۵         | ۸۷۰          | ۲               |
| ۲۶   | شاهپورآباد | الیگودرز |              |              | ۱٬۳۶۴        | ۴               |

## فهرست شهرستان‌ها
استان لرستان دارای ۱۲ شهرستان می‌باشد. شهرستان خرم‌آباد، پرجمعیت‌ترین شهرستان استان است، و بعد از آن شهرستان‌های بروجرد و دورود هستند. این استان در سال ۱۳۹۵ دارای ۱٬۷۶۰٬۶۴۹ نفر جمعیت بوده است. شهرستانهای استان لرستان بر پایه سرشماری سال‌های ۱۳۹۰ و ۱۳۹۵ خورشیدی بدین شرح است:
| ۱  | خرم‌آباد  | خرم‌آباد  | ۴۸۷٬۱۶۷ | ۵۰۶٬۴۷۱ | ۱۳۱۶ | ۴۸۷٬۱۶۷ | ۵۰۶٬۴۷۱ | −۳٫۸۱٪  |
| ۲  | بروجرد   | بروجرد   | ۳۳۷٬۶۳۱ | ۳۲۶٬۴۵۲ | ۱۳۱۵ | ۳۳۷٬۶۳۱ | ۳۱۶٬۴۵۲ | +۶٫۶۹٪  |
| ۳  | دورود    | دورود    | ۱۶۲٬۸۰۰ | ۱۷۴٬۵۰۸ | ۱۳۴۸ | ۱۶۲٬۸۰۰ | ۱۷۴٬۵۰۸ | −۶٫۷۱٪  |
| ۴  | کوهدشت   | کوهدشت   | ۲۱۸٬۹۲۱ | ۱۶۶٬۶۵۸ | ۱۳۳۱ | ۲۱۸٬۹۲۱ | ۱۶۶٬۶۵۸ | +۳۱٫۳۶٪ |
| ۵  | دلفان    | نورآباد  | ۱۴۴٬۱۶۱ | ۱۴۱٬۹۷۳ | ۱۳۶۸ | ۱۴۴٬۱۶۱ | ۱۴۳٬۹۷۳ | +۰٫۱۳٪  |
| ۶  | الیگودرز | الیگودرز | ۱۴۰٬۲۷۵ | ۱۳۷٬۵۳۴ | ۱۳۳۷ | ۱۴۰٬۲۷۵ | ۱۳۷٬۵۳۴ | +۱٫۹۹٪  |
| ۷  | سلسله    | الشتر    | ۷۳٬۱۵۴  | ۷۵٬۵۵۹  | ۱۳۷۳ | ۷۳٬۱۵۴  | ۷۵٬۵۵۹  | −۳٫۱۸٪  |
| ۸  | ازنا     | ازنا     | ۷۱٬۵۸۶  | ۷۴٬۹۳۶  | ۱۳۷۳ | ۷۱٬۵۸۶  | ۷۴٬۹۳۶  | −۴٫۴۷٪  |
| ۹  | پلدختر   | پلدختر   | ۷۵٬۳۲۷  | ۷۳٬۷۴۴  | ۱۳۷۳ | ۷۵٬۳۲۷  | ۷۳٬۷۴۴  | +۲٫۱۵٪  |
| ۱۰ | چگنی     | سراب‌دوره | ۴۳٬۲۲۱  | ۴۱٬۷۵۶  | ۱۳۸۶ | ۴۳٬۲۲۱  | ۴۱٬۷۵۶  | +۳٫۵۱٪  |
| ۱۱ | رومشکان  | چقابل    | -       | ۳۹٬۰۵۸  | ۱۳۹۲ | -       |         |         |
| ۱۲ | معمولان  | معلولان  |         |         |      |         |         |         |

## جمعیت
بر اساس سرشماری مرکز آمار ایران، جمعیت استان لرستان دوره در سال ۱۳۹۰ برابر با ۱٬۷۵۴٬۲۴۳ نفر بوده است که ۲٫۳ درصد از جمعیت ایران را تشکیل می‌دهد. تراکم جمعیت استان لرستان در همین سال برابر با ۶۲ نفر در هر کیلومتر مربع بوده است. همچنین طی دوره پنج ساله ۱۳۸۵ تا ۱۳۹۰، متوسط نرخ رشد سالانه جمعیت استان لرستان ۰٫۴۴ درصد بوده است. در سرشماری سال سرشماری ۱۳۸۵، جمعیت لرستان ۱٫۷۱۶٫۵۲۷ نفر گزارش شده‌بود. تعداد خانوارهای استان لرستان در سال ۱۳۹۰ برابر با ۴۶۲٬۵۲۸ نفر بوده است. تعداد خانوارهای لرستان در سال ۱۳۸۵ برابر ۳۸۴٬۰۹۹ نفر بوده است. به این ترتیب طی یک دوره پنج ساله تعداد خانوارهای لرستانی بیش از ۲۰ درصد رشد کرده است. بر اساس همین سرشماری، جمعیت شهرنشین استان لرستان در سال ۱۳۹۰ برابر با ۱٬۰۷۵٬۹۵۱ نفر بوده است که نسبت به سال ۱۳۸۵ از رشدی برابر با ۵٫۵ درصد برخوردار بوده است. به این ترتیب ضریب شهرنشینی در استان لرستان ۶۱٫۳ درصد است، فریبرز امیری پریان در جمع خبرنگاران اظهار کرد: جمعیت لرستان تا پایان سال گذشته یک میلیون و ۸۵۲ هزار و ۹۲۷ نفر بوده که در مقایسه با پایان سال ۹۵، ۹۳ هزار نفر بیشتر شده است وی ادامه داد: ۵۰٫۷ درصد جمعیت استان مردان و ۴۹٫۳ درصد زنان هستند که از این تعداد ۶۴٫۴ درصد جمعیت شهری و ۳۵٫۶ درصد جمعیت روستایی را تشکیل می‌دهند. امیری پریان اضافه کرد: لرستان با تولد ۱۴٫۴ درصد به ازای هر یک‌هزار نفر رتبه ۱۳ موالید را در کشور دارد.

## موقعیت جغرافیایی
استان لرستان با مساحتی حدود ۲۸۱۵۷ کیلومترمربع (۷/۱ درصد مساحت کشور) در ناحیه جنوب غربی ایران بین ۴۶ درجه و ۵۰ دقیقه تا ۵۰ درجه و ۱ دقیقه طول شرقی و ۳۲ درجه و ۴۰ دقیقه تا ۳۴ درجه و ۲۳ دقیقه عرض شمالی از نصف النهار گرینویچ واقع شده است. این استان به شش استان محدود می‌شود و به صورت گلوگاهی اتصال دهنده استانهای همجوار شامل همدان، مرکزی، چهارمحال و بختیاری و اصفهان، خوزستان، ایلام و کرمانشاه محسوب می‌شود براساس آخرین تقسیمات کشوری در سال ۱۳۸۵ این استان شامل ۹ شهرستان، ۲۳ شهر، ۲۶ بخش و ۸۳ دهستان می‌باشد و مرکز آن شهر خرم‌آباد است.

## آب و هوا
اقلیم استان متأثر از توده‌های هوایی مدیترانه ای بوده و بر این اساس سه ناحیه آب و هوایی ۱) آب و هوای گرم و خشک جنوب ۲) آب و هوای معتدل مرکزی ۳) آب و هوای سرد شمالی در استان وجود دارد. این استان به دلیل وجود رودخانه‌ها و کوه‌های زیاد، دارای آب و هوای معتدل و فصول منظم می‌باشد رودخانه‌های سمیره و کشکان، سزار و بختیاری در حوزه‌های آبریز موجود در استان جریان دارند در مجموع ۲۳ رودخانه در استان لرستان جریان دارد و حجم ظرفیت بالقوه آبهای سطحی و زیرزمینی استان حدود ۱۲ میلیارد مترمکعب (۱۱ درصد آبهای کشور) برآورد می‌گردد.